# Kongresové Polsko
Kongresové Polsko neboli Kongresovka, oficiálním názvem Polské království (polsky Królestwo Polskie; rusky Царство По́льское, Carstvo Polskoje), známé též jako Ruské Polsko, byl státní útvar existující mezi lety 1815 až 1864 (formálně do r. 1916) v personální a později reálné unii s Ruským impériem. Hlavním městem byla Varšava a hlavou byl polský král, kterým byl vždy ruský car. Z původně suverénního a autonomního státního útvaru se postupem času přeměnilo Polské království v de facto integrální součást Ruského impéria.

## Rozloha a demografie

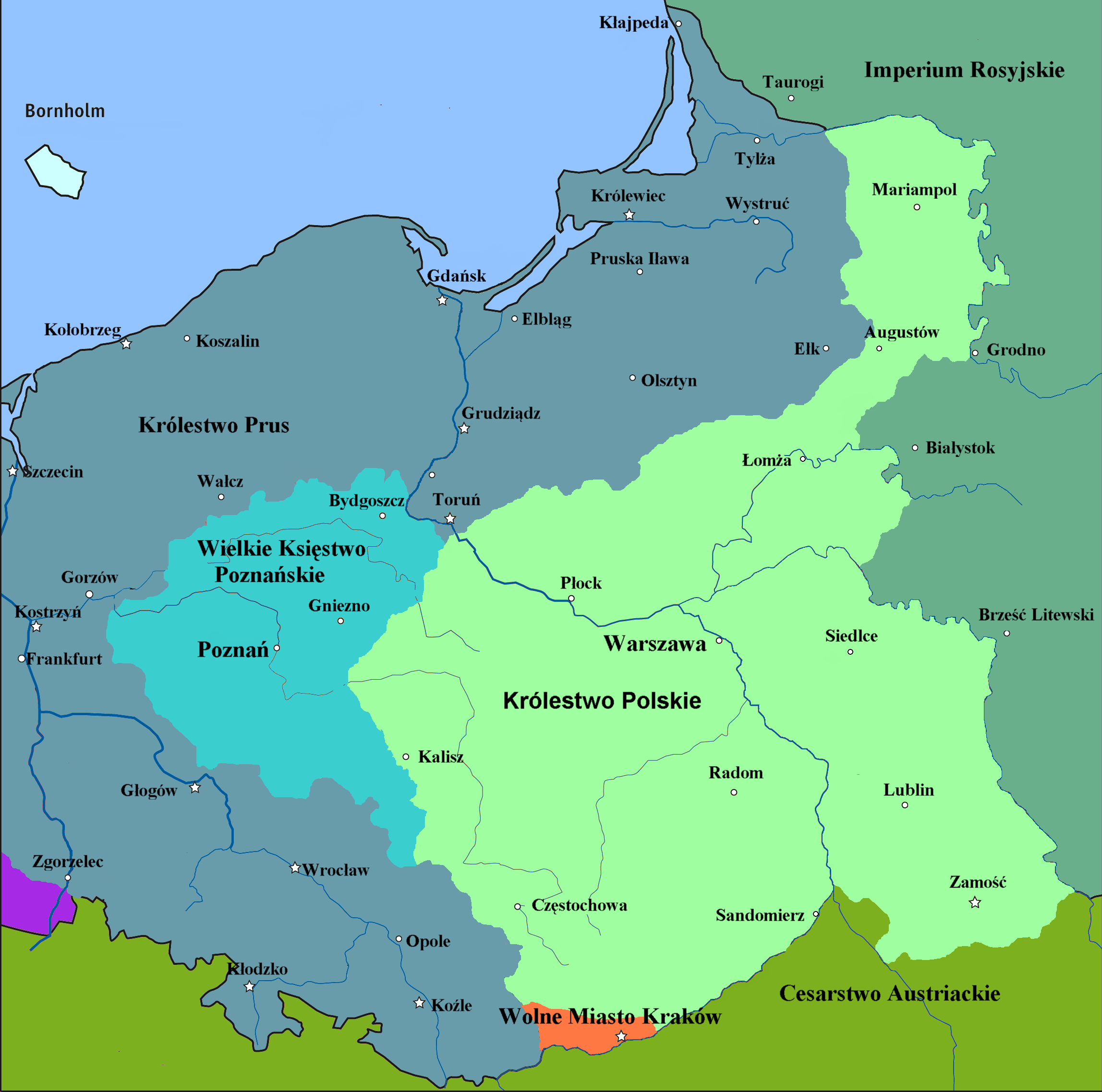
Kongresové Polsko (světle zelená) tyrkysově je zobrazeno Velkovévodství poznaňské, oranžově tzv. Svobodné město Krakov

Polské království se rozkládalo na ploše přibližně 128 tisíc kilometrů čtverečních, na které žilo v roce 1816 přibližně 3,3 milionů lidí. Do roku 1910 vzrostl počet obyvatel na přibližně 12 milionů osob. Podle ruského sčítání lidu v roce 1897 tvořili 72% většinu v Polském království Poláci a 13,5 % obyvatel byli Židé.

## Historie
Polské království bylo vytvořeno (či obnoveno) Vídeňským kongresem (odtud název Kongresovka) v roce 1815 z velké části Varšavského knížectví, z jehož zbylých částí byly utvořeny: „autonomní“ Velkovévodství poznaňské, které bylo připojeno k Prusku, svobodným městem Krakov pod patronátem všech 3 mocností. Tomuto rozdělení se někdy říká „čtvrté dělení Polska“. Zprvu požívalo značnou autonomii (včetně vlastní armády), která však byla podstatným způsobem omezena po porážce protiruského Listopadového povstání v roce 1831.

Velký znak Kongresového Polska

Námořní vlajka flotily Kongresového Polska

Polským králem byl v rámci personální unie Polska a Ruska dědičně určen ruský car, kterého polské stavy musely přijmout za krále. Ruský car Alexandr I. Pavlovič se nechal korunovat na polského krále. Personální unie však v ruském podání od začátku nefungovala a stala se z ní unie reálná.
Když car Alexandr I. v roce 1825 zemřel a carem se stal Mikuláš I. Pavlovič, nechal se také korunovat polským králem, ale snažil omezit polskou autonomii. To vedlo v letech 1830–1831 k devět ničivých měsíců trvajícímu tzv. Listopadovému povstání v Polsku, které ale bylo carskými silami v bojích potlačeno.
Polské kongresové království kvůli tomu přišlo o většinu autonomie, postavení suverénního státu a došlo tak de facto ke konci personální unie, která se již stejně proměnila v unii reálnou. Polsko bylo degradováno do postavení obyčejné provincie ruské říše. Jako o posledním polském králi, byť formálním, se dá mluvit o Alexandrovi II. Další ruští carové Alexandr III. a Mikuláš II. již nosili titul polského krále pouze titulárně.
K likvidaci zbytků polské autonomie došlo po porážce protiruského Lednového povstání v roce 1863, kdy bylo Polské království přímo včleněno do Ruského impéria jako Poviselský kraj (Привислянский край). Následovala tvrdá a nesmlouvavá rusifikace
V roce 1916 na území Polského království vzniklo nové Polské království instalované Německem a Rakousko-Uherskem.

## Správní dělení

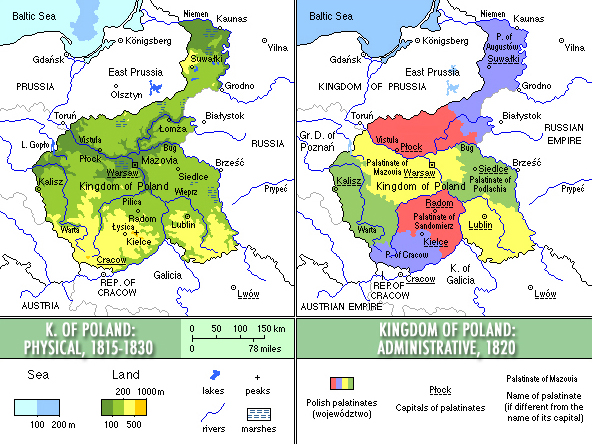
Geografická a správní mapa Polského království v roce 1815

Původně se Polské království dělilo na těchto osm vojvodství:
1. Augustovské vojvodství
2. Kališské vojvodství
3. Krakovské vojvodství (které však nezahrnovalo samotné město Krakov)
4. Lublinské vojvodství (Kongresovka)
5. Mazovské vojvodství (Kongresovka)
6. Plocké vojvodství
7. Podleské vojvodství (Kongresovka)
8. Sandoměřské vojvodství

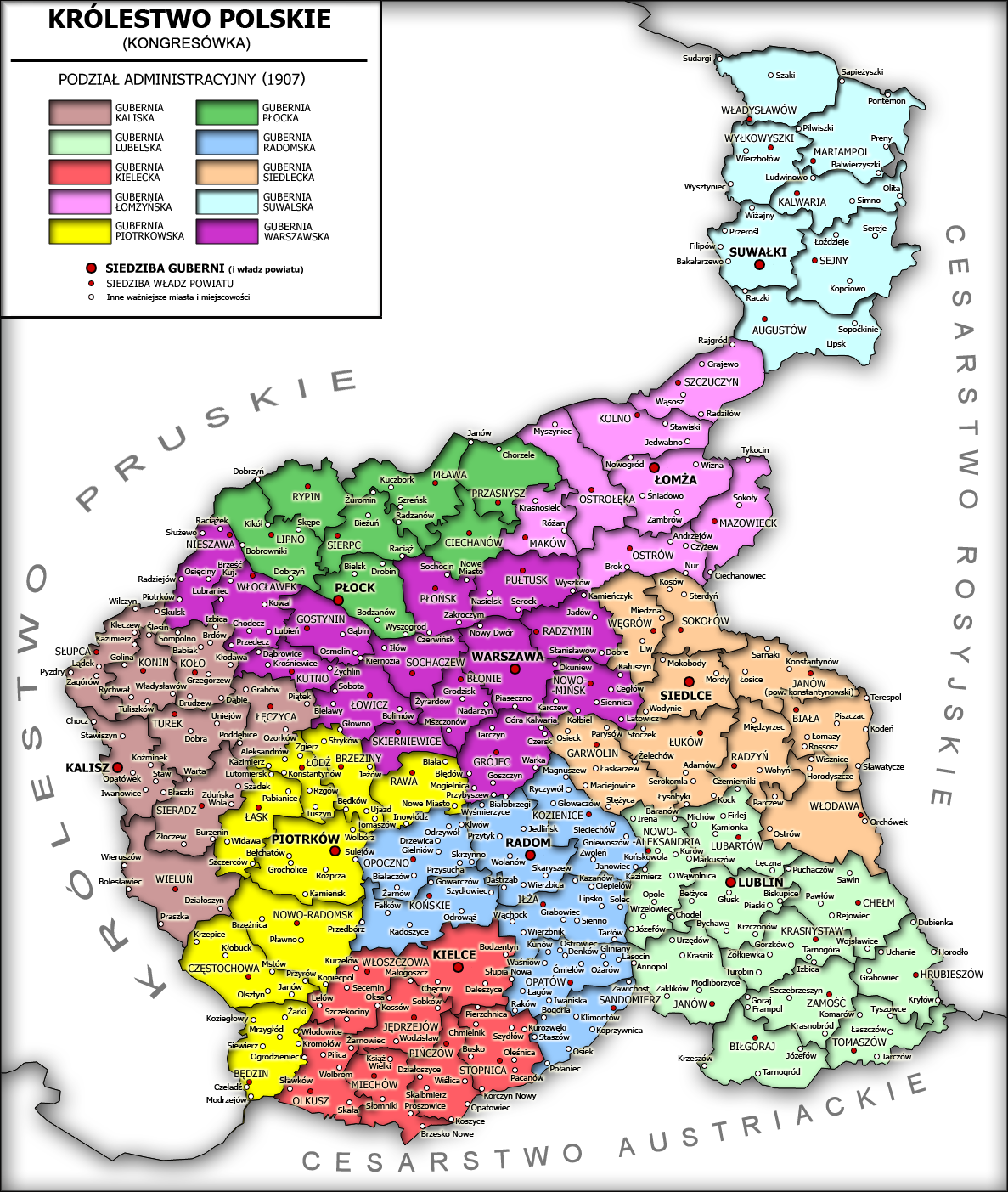
Správní dělení Polského království v roce 1907

Vojvodství však byla s postupným omezováním autonomie zrušena a od roku 1867 se Polské království dělilo na tyto gubernie:
1. Varšavská gubernie
2. Kališská gubernie
3. Kelecká gubernie
4. Lomžská gubernie
5. Lublinská gubernie
6. Petrokovská gubernie
7. Plocká gubernie
8. Radomská gubernie
9. Sedlecká gubernie
10. Suvalská gubernie